# Saw X
Saw X és una pel·lícula de terror estatunidenca de 2023 dirigida i editada per Kevin Greutert i escrita per Peter Goldfinger i Josh Stolberg. La pel·lícula és la desena entrega de la saga de pel·lícules Saw, que serveix com a seqüela directa de Saw (2004) i com a preqüela de Saw II (2005), protagonitzada per Tobin Bell i Shawnee Smith, que repeteixen els seus papers de les pel·lícules anteriors, al costat de Synnøve Macody Lund, Steven Brand, Renata Vaca i Michael Beach, que interpreten nous personatges. La pel·lícula mostra com John Kramer (Bell) viatja a Mèxic amb l'esperança que un procediment experimental pugui curar el seu càncer terminal. En John descobreix més tard que l'operació és una estafa, el que el duu a segrestar els responsables i a sotmetre'ls a les seves trampes mortals com a retribució. S'ha doblat i subtitulat al català.
L'abril de 2021 es va informar que una desena entrega estava en desenvolupament amb Twisted Pictures, quan Stolberg i Goldfinger, guionistes de les dues entregues anteriors, van anunciar que havien completat el guió. Greutert, que havia dirigit altres dues pel·lícules i n'havia muntat sis, també es va confirmar com a director de la pel·lícula. El rodatge va tenir lloc d'octubre de 2022 a febrer de 2023 a la Ciutat de Mèxic.
Saw X va ser estrenat als cinemes a càrrec de Lionsgate Films el 29 de setembre de 2023. Va recaptar 111 milions de dòlars a tot el món i va rebre crítiques generalment positives i es va convertir en la pel·lícula de Saw millor ressenyada.